# 當之無愧獎章
當之無愧獎章為天主教會的一個獎章。獎章於1832年由教宗額我略十六世設立。設立初期，獎章頒發給瑞士近衛隊的士兵，後來獎章才向神職人員和平信徒頒發。

## 歷史
獎章於1832年由教宗額我略十六世創立。1925年，獎章開始頒發給對教會有傑出服務的人。已於瑞士近衛隊服務達三年的士兵亦有可能獲頒發此獎章。

## 外貌
現時的獎章由教宗保祿六世設計。獎章為四邊等長的金色十字架，十字架內刻有基督舉起右手的圖案。獎章左邊刻有教宗徽號，右邊則刻有現任教宗的紋章。獎章絲帶為黃色和白色，每種顏色各佔絲帶一半。章略同樣為為黃色和白色，每種顏色各佔章略一半。

## 獲獎的著名人士
由教宗庇護十二世頒發
- 英國政治家希爾達·比阿特麗斯·庫裡（英语：Hilda Beatrice Currie），1939年獲獎[4]
- 奧地利歌唱家瑪麗亞·馮·崔普，1949年獲獎[5]

由教宗若望二十三世頒發
- 天主教神父愛德華·弗蘭納里（英语：Edward Flannery），1977年5月獲獎[6]

由教宗若望·保祿二世頒發
- 教育家瑪麗亞·阿米里耶·奧桑德（英语：Dame Maria Amieriye Osunde）女爵士，1993年獲獎[7]
- 美國歷史學家凱瑟琳·安·克林（英语：Catherine Ann Cline），1995年獲獎[8]
- 電視節目主持唐·法蘭斯高（英语：Don Francisco），2002年獲獎[9]

由教宗方濟各頒發
- 猶太裔慈善家艾倫·金斯伯格，2014年獲獎[10]

## 資料來源
1. ↑  . New Advent.   [2017-04-29]. （原始内容存档于2017-02-03） （英语）.
2. ↑  Winston Spencer Jr. . The Huntsville Times. 2014-12-11  [2017-04-29] （英语）.
3. ↑   Hyginus Eugene Cardinale. . Van Duren. 1983: 第94頁  [2017-04-29] （英语）.
4. ↑   . 1939-09-28 （英语）.
5. ↑  G.P. Curtis; B.Elder (编). . 21 - 23. NC News Service. 1977: 第535頁. （原始内容存档于2016-12-23）.
6. ↑  . NC News Service. 1977: 第75頁  [2017-04-29].
7. ↑  . Auntie Maria School.   [2017-04-29]. （原始内容存档于2016-10-18） （英语）.
8. ↑   John E. Lynch. . 2006 （英语）.
9. ↑  . DailyEntertainmentNews.com. （原始内容存档于2014-10-23）.
10. ↑  Linda Caldwell. . Heritage Florida Jewish News. 2014-09-05  [2017-04-29]. （原始内容存档于2016-08-15） （英语）.